# Spezialeinsatzkommando

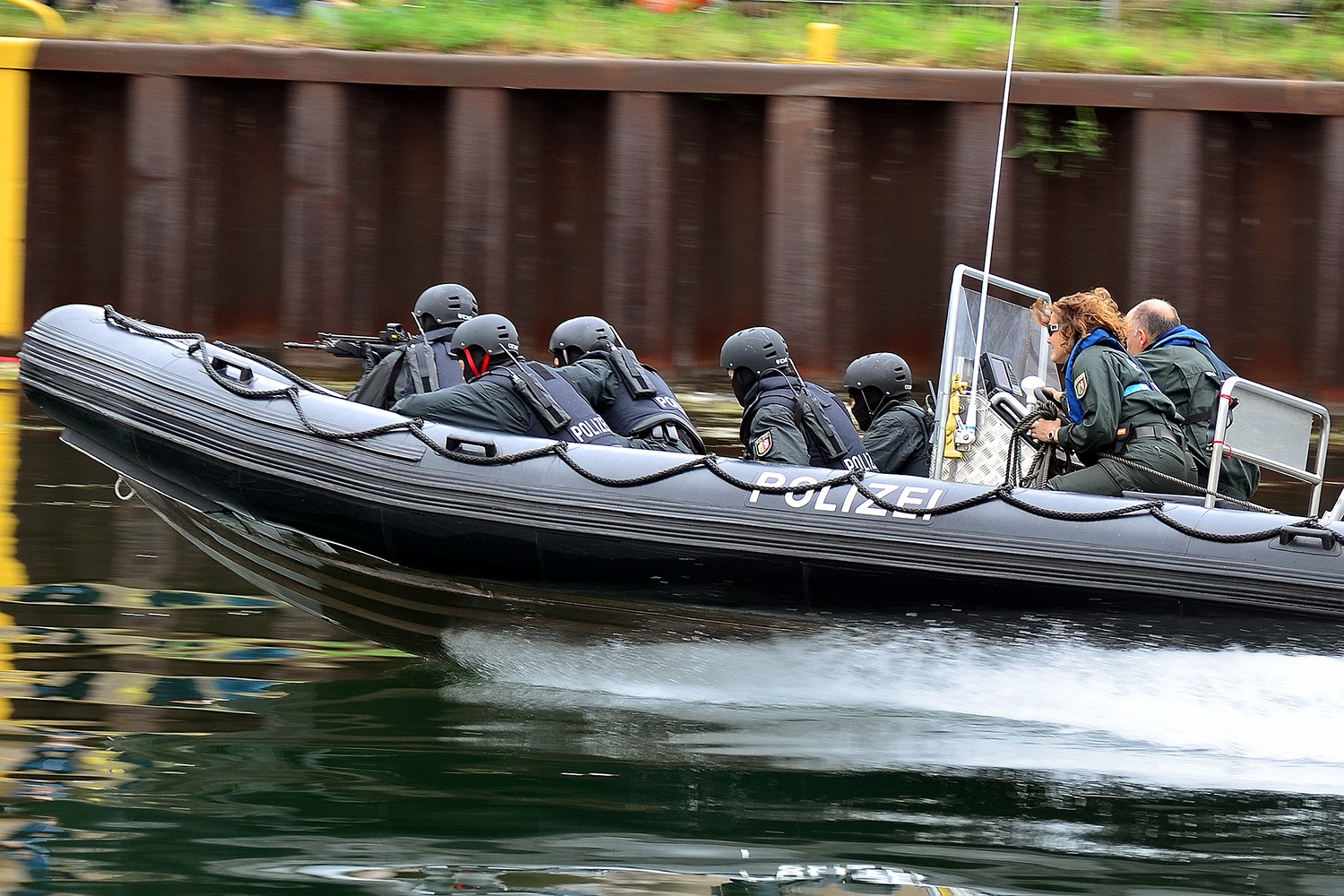
Membres du SEK de Rhénanie-Westphalie pendant un exercice.

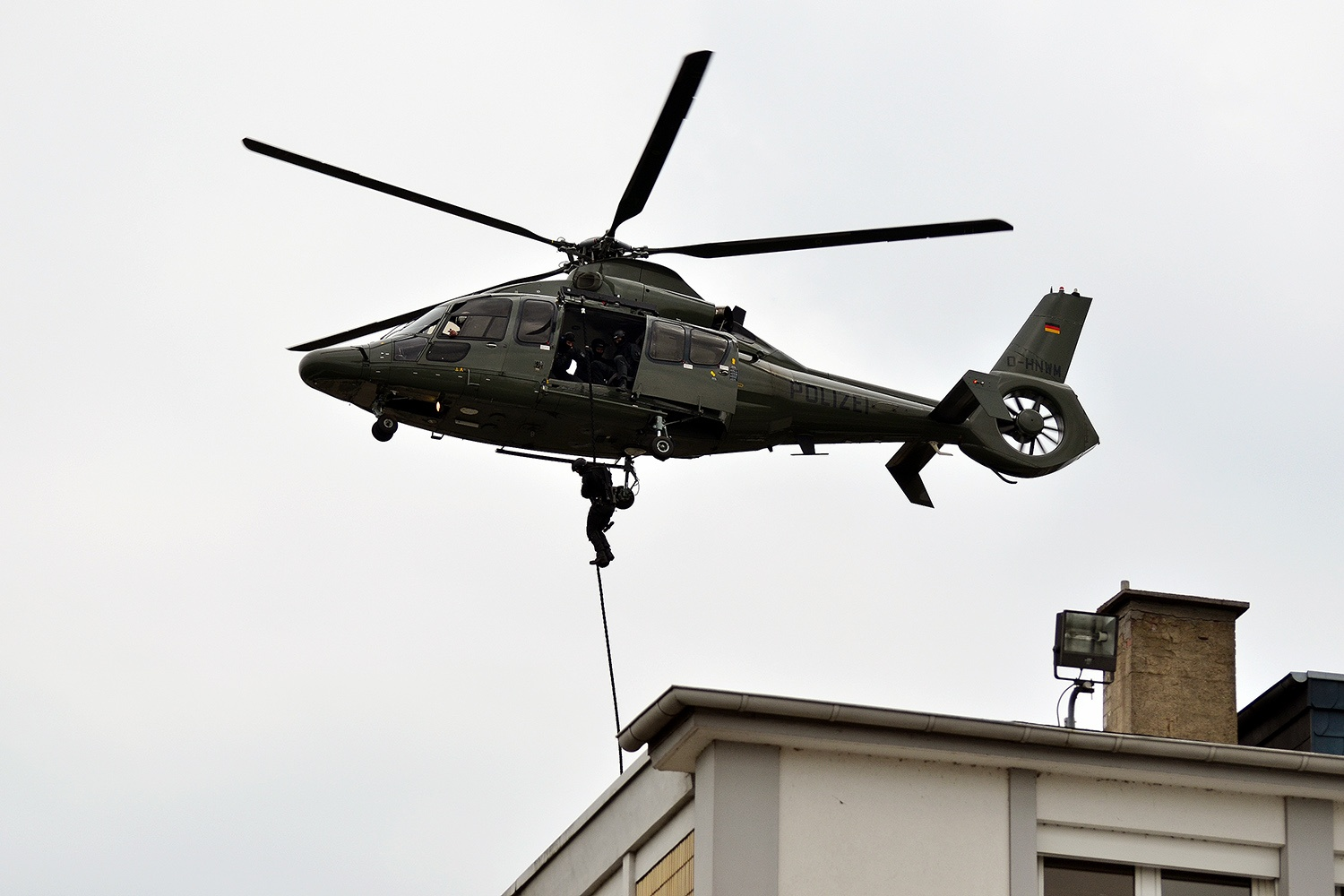
Démonstration du SEK à Dortmund en 2013.

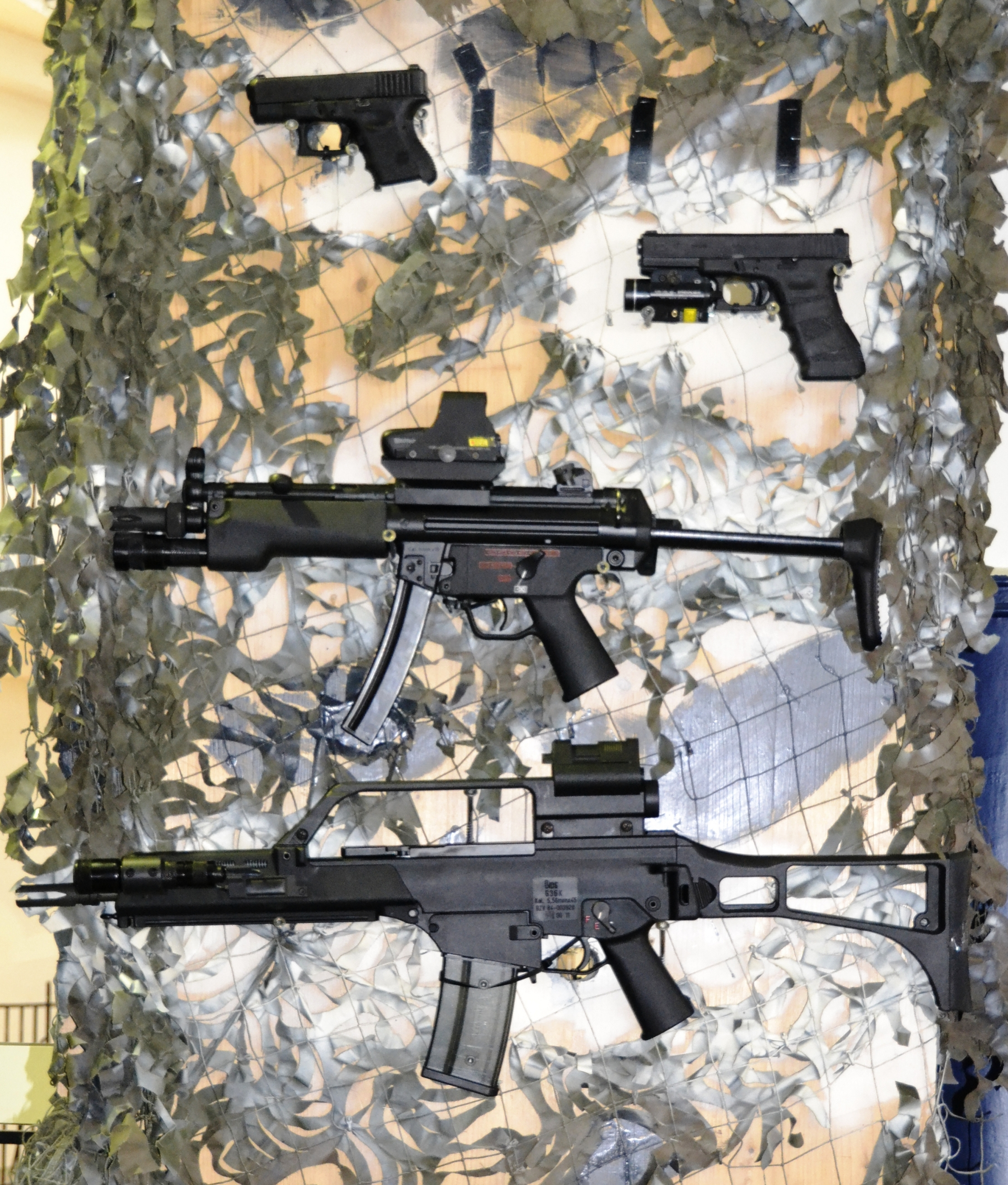
Quelques armes des SEK (de haut en bas) : Glock 26, Glock 17, H&K MP5 et H&K G36K.

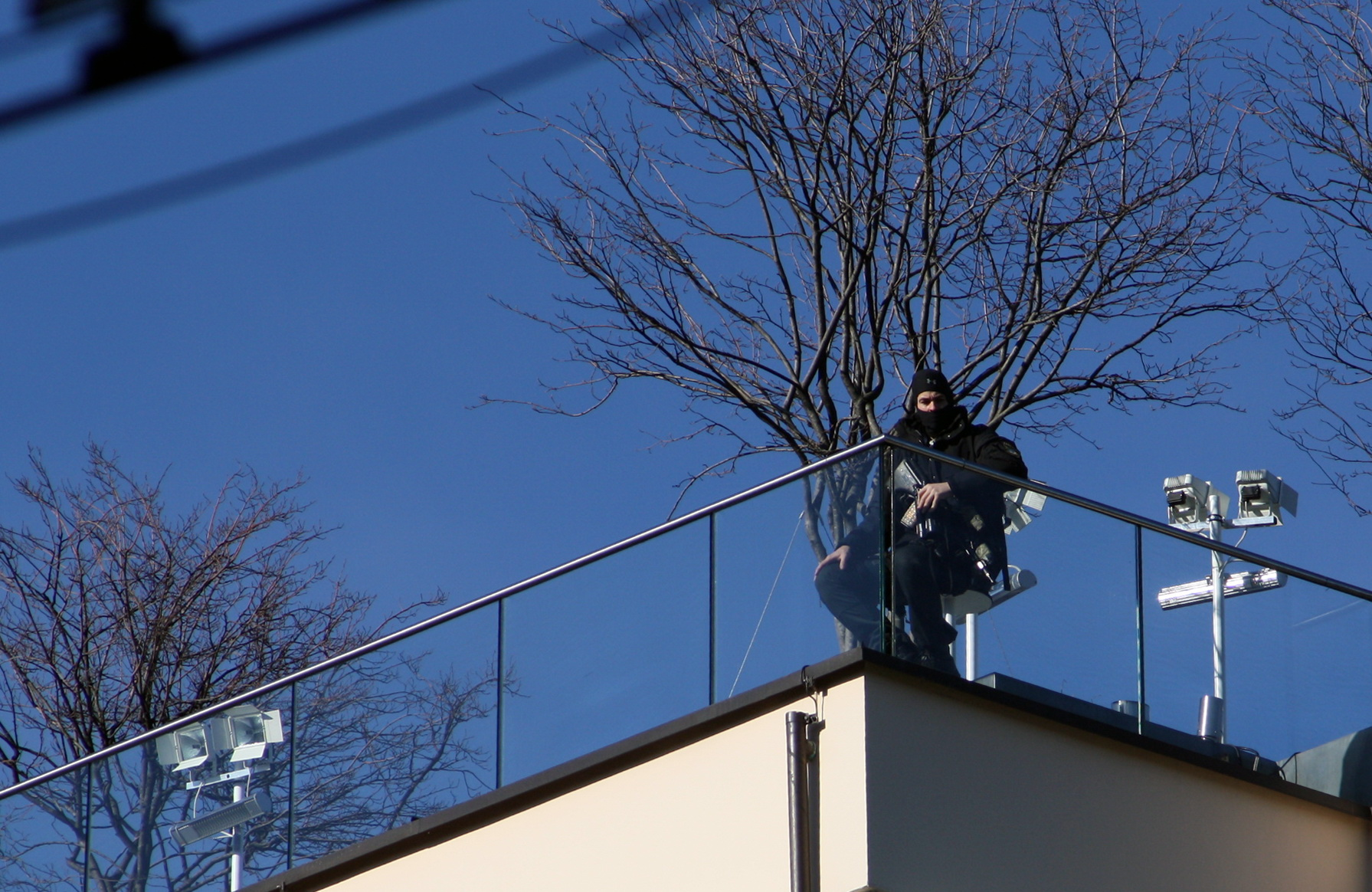
Membre du SEK sur un toit à Munich.

Les Spezialeinsatzkommandos (SEK, Commandos d'intervention spéciaux) sont des structures régionales allemandes incorporant des unités d'intervention de la police de chacune des 16 Polices d'État allemandes.

## Missions
Comme les SWAT Teams américaines , les SEK sont appelés à intervenir lors :
- d’une prise d’otages ;
- d’un retranchement de malfaiteur ou de forcené ;
- d’actes de grand banditisme ;
- ou de l’interpellation d’un individu armé et particulièrement dangereux.

L'équivalent au sein de la police fédérale d'Allemagne est la GSG 9.

## Armement en service au sein des SEK
De nombreuses armes sont utilisées en 2014 au sein des groupes d'intervention régional allemands. En voici la liste indicative :
Armes d'épaule
- Heckler & Koch MP5 (toutes les variantes de ce pistolet-mitrailleur)
- Heckler & Koch MP7A1 (pistolet-mitrailleur)
- Heckler & Koch UMP (pistolet-mitrailleur)
- Colt M4 (carabine d'assaut)
- Heckler & Koch PSG-1 (fusil de sniper)
- AMP Technical Services DSR-1 (fusil de sniper)
- SIG G37 (fusil d'assaut) et ses variantes
- Steyr AUG A3 (fusil d'assaut)

- Plusieurs types de fusil de police de calibre 12 dont des HK 512 mais surtout des Benelli M3, des Benelli M4 ou des Remington 870.

Les fusils semi-automatiques HK 502 ne sont plus utilisés.
Armes de poing
- Glock 17 (pistolet)
- Glock 19 (pistolet)
- Glock 26 (pistolet)
- SIG P228 (pistolet)
- HK P8

Les pistolets semi-automatiques HK P7, SIG P6 et Walther P5 ne sont plus utilisés.

Armes lourdes
- Heckler & Koch MZP-1 (lance-grenades)

## Dans la culture populaire
Depuis la fin des années 1990, ils sont visibles dans la plupart des séries policières allemandes notamment celles de RTL Television comme Alerte Cobra ou Le Clown.